# Rypin
Rypin [ˈrɨpʲin] er en by i det nordlige centrale Polen i voivodskabet Kujawsko-pomorskie og har 15.832(2021) indbyggere, og har et areal på 10,96 km². Den Den er hjemsted for powiat Rypin.

## Historie
Rippin er en af de ældste byer i Polen og blev første gang nævnt i 1065. I det 12. århundrede var det sæde for en kastel. Den fik byrettigheder i 1345. Omkring 1409 og 1431 blev byen ødelagt af den tyske orden. 1793 Rypin blev en del af Preussen ved Polens anden deling. Napoleonstiden blev den annekteret til Hertugdømmet Warszawa i 1807. Ved Wienerkongressen i 1815 var den en del af Kongrespolen og blev dermed en del af det Russiske Kejserrige. Under Januaropstanden (1863) erobrede polske oprørere kortvarigt byen den 4. februar 1863. Efter Første Verdenskrig blev det polsk igen.

## Galleri
- Marshal Józef Piłsudski Park med Piłsudski Monumentet
- Galeria Młyn indkøbscenter
- Art Nouveau arkitektur
- Rådhus